# 3 (Soulfly)
3 is het derde album van de Amerikaanse metalband Soulfly. Het album is uitgebracht in 2002. Dit album heeft een duidelijk groovemetal-geluid in tegenstelling tot het sterke nu metal-geluid van de eerste twee albums. Ook heeft dit album een enigszins gelimiteerde hoeveelheid hardcore punk toegevoegd.

## Tracks
1. "Downstroy"
2. "Seek 'n' Strike"
3. "Enterfaith"
4. "One"
5. "L.O.T.M (Last of the Mohicans)"
6. "Brasil"
7. "Tree of Pain"
8. "One Nation" (Cover van Sacred Reich)
9. "9-11-01"
10. "Call to Arms"
11. "Four Elements"
12. "Soulfly III"
13. "Sangue de Bairro" (Cover van Chico Science & Nação Zumbi)
14. "Zumbi"

"9-11-01" is een minuut stilte in nagedachtenis van de slachtoffers van de aanslagen op 11 september 2001.

## Bezetting van de band tijdens opname
- Max Cavalera
- Roy Mayorga
- Marcelo Dias
- Mikey Doling